# Zoran Erceg
Zoran Erceg (en serbe : Зоран Ерцег) est un joueur serbe de basket-ball né le 11 janvier 1985 à Pakrac, alors en Yougoslavie. Il mesure 2,11 m et évolue au poste de pivot.

## Biographie
Erceg est formé au club serbe du Polet Keramika Novi Bečej. Il rejoint le FMP Železnik, club serbe, en 2003. Avec le FMP, il remporte la Ligue adriatique en 2003-2004 et atteint la demi-finale de la coupe ULEB en 2006-2007. Il est brièvement prêté au KK Borac Čačak, autre club serbe, en 2006.
Erceg participe au Championnat d'Europe de basket-ball 2007 avec l'équipe nationale serbe. La Serbie est éliminée dès le premier tour.
En 2008, il signe un contrat de 5 ans avec l'Olympiakós mais il est prêté à un autre club grec de première division : le Paniónios pour la saison 2009-2010. À l'été 2011, il signe un contrat avec le Beşiktaş et réalise une très bonne saison. Il y remporte le championnat de Turquie et l'EuroChallenge.
Le 28 juin 2012, il rejoint le CSKA Moscou pour un contrat de trois ans mais ne parvient pas à s'imposer dans l'effectif, en particulier à la suite d'une blessure au tendon d'Achille droit et il est laissé libre par le CSKA. En août 2013, il signe au Galatasaray SK pour deux ans,.
En avril 2014, Erceg marque 35 points (avec 7 paniers à trois points mis sur 9 tentés) dans une défaite en prolongation contre le CSKA Moscou, en Euroligue. Erceg établit un nouveau record de points marqués pour Galatasaray et le record de points cette saison en Euroligue avant qu'Andrés Nocioni n'en marque 37 lors de la 14e journée,.
En novembre 2014, Erceg est nommé meilleur joueur de la 6e journée de la saison régulière de l'Euroligue 2014-2015 avec une évaluation de 41. Il marque 32 points (à 14 sur 14 au lancer franc) et prend 7 rebonds dans la victoire de son équipe en double prolongation face à l'Étoile rouge de Belgrade.